# Enquêtes sur les agressions sexuelles sur les campus
Plusieurs enquêtes ont recensé les agressions sexuelles sur les campus (en) pour en évaluer la fréquence et la gravité.

## Généralités
Au fil du temps, les recherches montrent que la majorité des victimes de viol et d'agressions sexuelles ne signalent pas les faits aux autorités. Les raisons de cette abstention sont la crainte de représailles, la honte, l'incertitude sur le caractère criminel de l'acte ou la croyance que l'incident n'est pas assez grave pour mériter le dépôt d'une plainte. Par conséquent, les chercheurs utilisent des sondages pour évaluer la violence sexuelle qui n'est pas déclarée auprès de la police,,. Les enquêtes sur les agressions sexuelles à l'université aboutissent à des estimations variables selon les périodes et selon les populations sondées, néanmoins une analyse récente a conclu que, « dans une moyenne raisonnable », environ 1 étudiante sur 5 (20 %) a subi une agression sexuelle pendant son séjour à l'université. En outre, même si la plupart des recherches en ce domaine portent sur les campus étudiants, des preuves montrent que les jeunes non-étudiants de la même fourchette d'âge subissent un risque plus élevé d'agression que leurs homologues étudiants,,.

## Recensions sur les agressions sexuelles des étudiants aux États-Unis
Les estimations varient en fonction des définitions et des méthodologies ; parmi les étudiants à l'université, les agressions sexuelles frappent entre 19 % et 27 % des femmes et entre 6 % et 8 % des hommes au cours de leurs études,,,.

### Analyses de Mary P. Koss - 1985
En 1985, Mary P. Koss (en), enseignante de psychologie à l'université d'État de Kent, entreprend l'une des premières études sur les violences sexuelles à l'université ; la chercheuse lance un sondage national sur cette question aux États-Unis, avec le financement accordé par le National Institute of Health et l'appui administratif de Ms. (magazine). Cette enquête, menée auprès de 32 universités du pays, analyse les expériences sexuelles de 3 187 femmes et 2 872 étudiants en licence depuis qu'ils ont l'âge de 14 ans. Le sondage comporte dix questions relatives à la coercition sexuelle. Parmi les 3 187 étudiantes en licence interrogées, 207 (soit 6 %) avaient subi un viol au cours de l'année écoulée. 15,4 % des répondantes du même segment avaient subi un viol après leur 14 ans, 12,1 % autres avaient subi une tentative de viol après leurs 14 ans ; 4,4 % des hommes étudiants ont déclaré avoir commis un viol depuis leurs 14 ans. Les statistiques cumulées de viol et de tentative de viol contre des femmes, depuis leurs 14 ans, représentent 27,5 %.

### National College Women Sexual Victimization (NCWSV) survey- 2000
En 2000, le National Institute of Justice (en) (NIJ) et le Bureau of Justice Statistics (BJS) veulent rafraîchir les données du sondage de 1997 National College Women Sexual Victimization (NCWSV) survey. Dans cette enquête, 4 446 femmes américaines à l'université, sélectionnées au hasard, sont interrogées. L'enquête comporte des questions décrivant des comportements comme « quelqu'un vous a-t-il contraint à un rapport sexuel en utilisant la force ou en menaçant de vous blesser ? ». Les résultats de l'enquête indiquent que 1,7 % des femmes ont subi un viol ; 1,1 % d'autres femmes ont subi une tentative de viol au cours des sept derniers mois.

### Campus Sexual Assault Survey- 2007
En 2007, le National Institute of Justice finance un sondage appelé Campus Sexual Assault (CSA) survey : à partir d'Internet, l'enquête porte sur 6 800 étudiants en licence dans deux importantes universités, à qui sont présentées des questions aux formulations explicites sur la victimation. Les résultats montrent que 19 % des femmes et 6,1 % des gommes ont subi une agression sexuelle, ou une tentative d'agression sexuelle, depuis leur entrée à l'université. Le sondage montre aussi que la majorité des femmes ont été agressées alors qu'elles n'étaient pas en état de réagir, que les agresseurs sont généralement des amis ou des connaissances (plutôt que des inconnus) et que les freshmen et les sophomores étaient plus exposés aux agressions que les étudiants de troisième et quatrième année.
Christopher Krebs, principal auteur du CSA, avertit que les résultats issus de ces deux établissements ne sont, en aucun cas, représentatifs de la situation à l'échelle nationale ; dans une conversation avec un journaliste, il souligne : « nous ne pensons pas que le chiffre indiqué d'une femme sur cinq [victime d'agressions] puisse être extrapolé à l'échelle nationale » et « nos conclusions ne sont, en aucun cas, le reflet de la réalité à l'échelle nationale ».
Dans une étude de suivi en 2008, les auteurs du CSA ont recensé les expériences de violences sexuelles dans les universités historiquement noires. 3 951 étudiantes de licence, issues de quatre de ces établissements, ont reçu le même questionnaire que celui utilisé en 2007. Les résultats indiquent que 14,2 % des femmes qui fréquentent ces universités ont subi une agression sexuelle, ou une tentative d'agression sexuelle ; 8,3 % ont subi un viol. Les auteurs relèvent que les agressions sexuelles commises sur une personne incapable de réagir sont plus rares dans ces universités que dans l'étude précédente ; ils attribuent les différences au fait que les femmes dans les universités historiquement noires consomment beaucoup moins d'alcool que leurs homologues d'autres universités.

### EnquêtesNational Crime Victimization Surveys- 2014

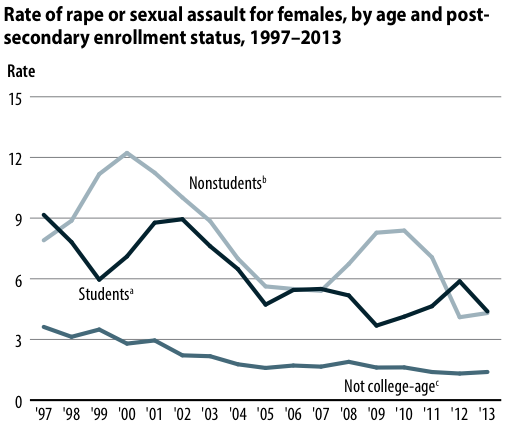
Taux de viols et/ou agressions sexuelles pour 1000 femmes d'après les National Crime Victimization Survey entre 1995 et 2013.

Le National Crime Victimization Survey (en) (NCVS) est un sondage national mené deux fois par an par le Bureau of Justice Statistics (service des statistiques du département de la Justice des États-Unis). Le NCVS vise à produire un rapport harmonisé des recensions de crimes, y compris les victimations de viol et d'agression sexuelle dans la population générale.
À partir des données issus du NCVS, Sinozich et Langton dressent en 2014 un bilan des viols et agressions sexuelles contre les femmes en âge d'aller à l'université entre 1995 et 2013. Les résultats indiquent que le viol — qui est une forme d'agression sexuel — correspond à une incidence de 1,4 pour 1 000 étudiantes en 2013 sur la période étudiée. Le bilan montre aussi que les femmes en âge d'aller à l'université (indépendamment de leur inscription effective) subissent des agressions à un taux manifestement plus élevé que les femmes qui ne sont pas en âge d'aller à l'université : 4,3 pour 1 000 dans la première catégorie et 1,4 pour 1 000 dans la seconde chaque année ; cependant, les femmes qui ne fréquentent pas l'université sont 1,2 fois plus exposées aux agressions que leurs homologues inscrites à l'université.
Le NCVS fait partie des rares sources de données à l'échelle nationale sur le viol et l'agression sexuelle et il bénéficie d'un taux de réponse relativement élevé (88 %) comparé à d'autres analyses sur les victimations d'agressions sexuelles. La collecte des données se passe via des entretiens téléphoniques, ce qui permet de clarifier les questions, et elle s'étend sur une période de six mois, ce qui limite les risques d'obtenir des résultats surestimés à cause d'un « effet de téléscopage (en) » (signaler des évènements qui se produisent hors d'une période de référence, comme s'ils s'étaient produits pendant la période de référence).
Néanmoins, les résultats proposés aux NCVS sont régulièrement plus faibles que d'autres analyses fondées sur des méthodologies différentes. Des chercheurs, comme Bonnie Fisher et Mary Koss, ont critiqué la manière dont sont formulées les questions, leur contexte et les méthodes d'échantillonnage dans les NCVS car elles pensent que ces éléments aboutissent à une sous-estimation systématique de l'incidence des viols et des agressions sexuelles,,. Le National Research Council a mené une analyse sur les méthodologies des NCVS et pointe plusieurs erreurs dans l'approche de ces sondages ; l'analyse conclut que ces failles « montrent un risque très élevé que les National Crime Victimization Survey sous-estiment le viol et les agressions sexuelles ».

### Campus Climate Surveysen 2015
En 2015, l'Association of American Universities (AAU) lance les Campus Survey on Sexual Assault (sondages sur les agressions sexuelles sur les campus étudiants), l'une des plus vastes enquêtes menées sur la violence sexuelle, qui recense les réponses d'environ 150 000 étudiants dans 27 établissements, y compris la plupart des membres de la Ivy League. Les résultats montrent que plus de 20 % des femmes et 5 % des hommes en licence déclarent avoir été victimes de contacts sexuels non consentis depuis leur entrée à l'université ; ces comportements désignent des actes qui vont des attouchements sexuels (manuels ou oraux) non consentis jusqu'à la pénétration, soit par la violence physique, soit par des stratégies de neutralisation. Le taux de réponse global s'élève à 19 %. Les analystes ont estimé que le faible taux de réponse ne constitue qu'un indicateur indirect de la fiabilité des résultats ; toutefois, ils ont relevé des preuves que leurs estimations sur les agressions sexuelles peuvent avoir été surestimées parce qu'il était probable que les répondants aient subi des agressions, contrairement aux non-répondants.
Dans le sondage de l'AAU, la plupart des répondants ayant déclaré avoir subi une agression sexuelle n'ont pas signalé le problème à la police ou aux autorités de l'université parce qu'ils pensaient que l'infraction n'était « pas assez grave » pour valoir une plainte, même chez les victimes d'une pénétration contrainte,. Plus de la moitié des personnes ayant subi une pénétration contrainte disent n'avoir pas porté plainte contre l'auteur du crime parce qu'elles croyaient que l'infraction n'était pas assez grave,,.

### Sondages alternatifs (hors Association of American Universities) - 2016
Plusieurs universités ont mené des sondages indépendants sur les agressions sexuelles au lieu de participer aux enquêtes de l'AAU. Contrairement aux méthodes habituelles de sondage, qui se basent sur un questionnaire facultatif que les étudiants ont le choix de remplir ou non, l'université du Kentucky a imposé le questionnaire aux étudiants. Diane Follingstad (en), directrice du Center for Research on Violence Against Women à l'université du Kentucky, a déclaré que les données issues d'enquêtes facultatives ne sont pas toujours représentatives. Le sondage à l'université du Kentucky a englobé 80 % des étudiants (24 300 répondants ; environ 5 000 étudiants n'ont pas rendu les résultats en temps voulu pour intégrer les premières conclusions ; en outre, les étudiants pouvaient aussi sauter certaines questions s'ils se sentaient mal à l'aise pour y répondre. D'après les résultats préliminaires, 5 % des étudiants ont signalé des faits ou des tentatives de rapport vaginal, oral ou anal non consenti au cours de l'année écoulée. Ces conclusions correspondent aux recensements similaires menés les années précédentes concernant les agressions sexuelles, comme le sondage Campus Sexual Assault de 2007.
Dans un sondage effectué à l'université Rutgers, 12 % des hommes et des femmes avaient subi une forme d'agression sexuelle ; à l'Université du Michigan, 22 % des étudiantes déclarent avoir subi une agression au cours de l'année.

## Recensions sur les agressions sexuelles des étudiants dans d'autres pays
Ailleurs qu'aux États-Unis, des analyses menées sur les agressions sexuelles contre des étudiants dans les pays occidentaux aboutissent à des résultats comparables.

### Nouvelle-Zélande - 1991
Une enquête de 1991 auprès de 347 étudiants en licence en Nouvelle-Zélande montre que 25,3 % des répondants ont subi un viol ou une tentative de viol ; 51,6 % ont été victimes d'une forme de violence sexuelle.

### Canada - 1993
En 1993, une enquête sur un échantillon, représentatif à l'échelle nationale, auprès des étudiants à l'université au Canada, montre que 20 % des femmes ont subi une forme d'agression sexuelle au cours de l'année écoulée ; 45 % des femmes ont subi une forme d'agression sexuelle depuis leur entrée à l'université.

### Grande-Bretagne - 2014
Une étude de 2014 auprès des étudiants en Grande-Bretagne montre 25 % des femmes ont subi une forme d'agression sexuelle pendant leur séjour à l'université et 7 % des femmes ont subi un viol, ou une tentative de viol, pendant leurs années d'études.

### Australie - 2017
En 2017, l'Australian Human Rights Commission (en) publie une enquête intitulée Change The Course ; les résultats montrent que 21 % des étudiants ont subi un harcèlement sexuel en 2015-2016 et 1,6 % des étudiants ont subi une agression sexuelle en 2016. La forme la plus banale de harcèlement sexuel consiste à « regarder / fixer quelqu'un » et en deuxième position viennent les « commentaires inappropriés ». Les agressions sexuelles pendant les réunions étudiantes et sur les campus représentent un problème sensible. L'enquête a été lancée après la mobilisation de groupes de femmes sur les campus, après des déclarations sur l'inefficacité des universités face aux agressions sexuelles. Le ministre de l'Éducation, Simon Birmingham, et la Commissaire contre les discriminations basées sur le sexe, Kate Jenkins, ont menacé de prendre des mesures contre le secteur de l'enseignement supérieur, y compris les 39 universités participant à l'enquête, si les établissements n'agissaient pas pour réformer la culture qui favorise ces violences sur les campus,. La même enquête montre aussi de 87 % des étudiants déclarant une agression sexuelle et 94 % des étudiants subissant un harcèlement sexuel n'ont déposé aucune plainte formelle auprès de leur établissement.

### France - 2020 et 2023
En 2020, l'Observatoire des Violences Sexistes et Sexuelles dans l'Enseignement Supérieur publie une enquête nationale intitulée « Paroles étudiantes sur les violences sexistes et sexuelles » pour faire un premier état des lieux des violences sexistes et sexuelles à l’université et inciter les acteurs et les actrices de l’enseignement supérieur (établissements, ministère, associations, etc.) à lutter contre ces violences. Les résultats démontrent que 1 étudiante sur 10 a été victime d'agression sexuelle et que 1 étudiante sur 20 a été victime de viol au cours de ses études. 34% des étudiants et des étudiantes déclarent avoir été victimes ou témoins de violences sexuelles dans le cadre de leurs études.
En 2023, l'Observatoire des Violences Sexistes et Sexuelles dans l'Enseignement Supérieur publie une enquête nationale intitulée « le Baromètre des Violences Sexistes et Sexuelles dans l’Enseignement Supérieur ». Cette enquête démontre que près d’un étudiant ou d'une étudiante sur 10 (9%) déclare avoir été victime de violence sexuelle depuis son arrivée dans l’enseignement supérieur. Un étudiant ou une étudiante sur 10 a été victime d’agression sexuelle en école de commerce. La moitié des viols rapportés ont eu lieu lors de la première année d’études des répondants et répondantes, dont 16% durant les événements d’intégration. Un étudiant ou une étudiante sur 20 déclare avoir déjà été victime de harcèlement sexuel, et un étudiant ou une étudiante sur 10 en avoir déjà été témoin. 17% des étudiants et étudiantes ont déjà été témoins d’exhibition sexuelle.